# سوراخ چادرینه‌ای
در کالبدشناسی انسان، در بخش شکمی، چادُرینه نام پرده‌ای است که روده‌ها را پوشانده است. در پشت چادرینهٔ کوچک قسمتی از کیسه کهتر قرار می‌گیرد. در قسمت فوقانی و عقب کنار راست چادرینهٔ کوچک که آزاد است سوراخی به نام سوراخ چادُرینه‌ای (لاتین: Foramen epiploicum) وجود دارد که کیسه مهتر (ساک بزرگ) را به کیسه کهتر مرتبط می‌کند.
نام‌های دیگر سوراخ چادرینه‌ای، سوراخ ونسلو و سوراخ اپی‌پلوئیک است.
حدود سوراخ چادرینه‌ای عبارت است از: در قدام، سیاهرگ دروازه‌ای (ورید باب)؛ در خلف، بزرگ‌سیاهرگ زیرین (IVC) و مهره T12؛ در ناحیه فوقانی، لوب دم‌دار (Caudate Lobe) کبد؛ در ناحیه تحتانی، اولین قسمت دوازدهه و بخش افقی سرخرگ کبدی.